# Bahnhof Higashi-Koganei
Der Bahnhof Higashi-Koganei (jap. 東小金井駅, Higashi-Koganei-eki) ist ein Bahnhof auf der japanischen Insel Honshū. Er wird von der Bahngesellschaft JR East betrieben und befindet sich in der Präfektur Tokio auf dem Gebiet der Stadt Koganei.

## Verbindungen
Higashi-Koganei ist ein Zwischenbahnhof an der von JR East betriebenen Chūō-Schnellbahnlinie von Tokio über Shinjuku und Hachiōji nach Takao, deren Gleise in diesem Abschnitt identisch mit jenen der Chūō-Hauptlinie sind. Hier halten Kaisoku-Eilzüge und Kakueki-teisha-Nahverkehrszüge, was während der Hauptverkehrszeit eine Zugfolge von nur zwei Minuten ergibt. Tagsüber werden neun Züge je Stunde und Richtung angeboten. Alle übrigen Eil- und Schnellzüge fahren ohne Halt durch. Mehrere Züge der Chūō-Sōbu-Linie fahren über die Endstation Mitaka hinaus und wenden erst in Musashi-Koganei.
Die Bushaltestellen auf dem nördlichen Vorplatz werden von fünf Buslinien der Gesellschaften Keiō Bus Koganei, CoCo Bus und Mubus bedient, eine weitere Linie von CoCo Bus verkehrt vom südlichen Vorplatz aus.

## Anlage
Der Bahnhof steht an der Grenze der Stadtteile Higashichō und Kajinochō auf einem Viadukt. Er ist von Osten nach Westen ausgerichtet und besitzt drei Gleise, die alle dem Personenverkehr dienen. Diese liegen an einem Mittelbahnsteig und an einem Seitenbahnsteig an der Südseite der Anlage, die beide überdacht sind. Das Empfangsgebäude ist unter dem Viadukt angeordnet und von beiden Seiten her zugänglich. In der näheren Umgebung befinden sich das Studio Ghibli, der Koganei-Park, das Freiluftmuseum Edo-Tokio für Architektur und verschiedene Hochschulen. Dazu gehören die Universität für Landwirtschaft und Technologie Tokio, die Hōsei-Universität, die Asia University, die Internationale Christliche Universität, die Japanische Lutherische Hochschule, das Theologische Seminar Tokio und die Universität Tokio für elektronische Kommunikation.
Im Fiskaljahr 2018 nutzten durchschnittlich 31.553 Fahrgäste täglich den Bahnhof.

## Bilder

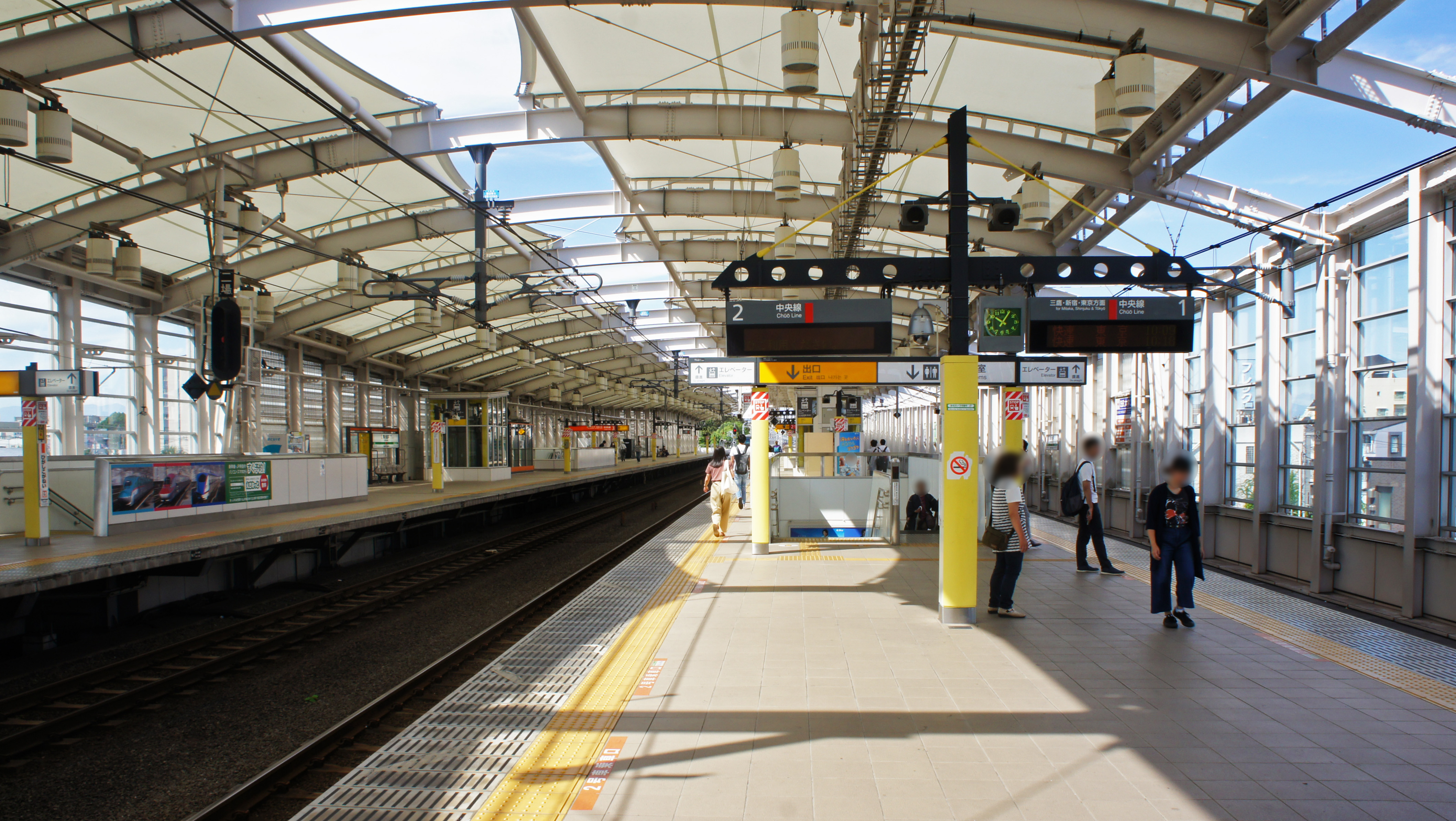
Bahnsteige (September 2019)
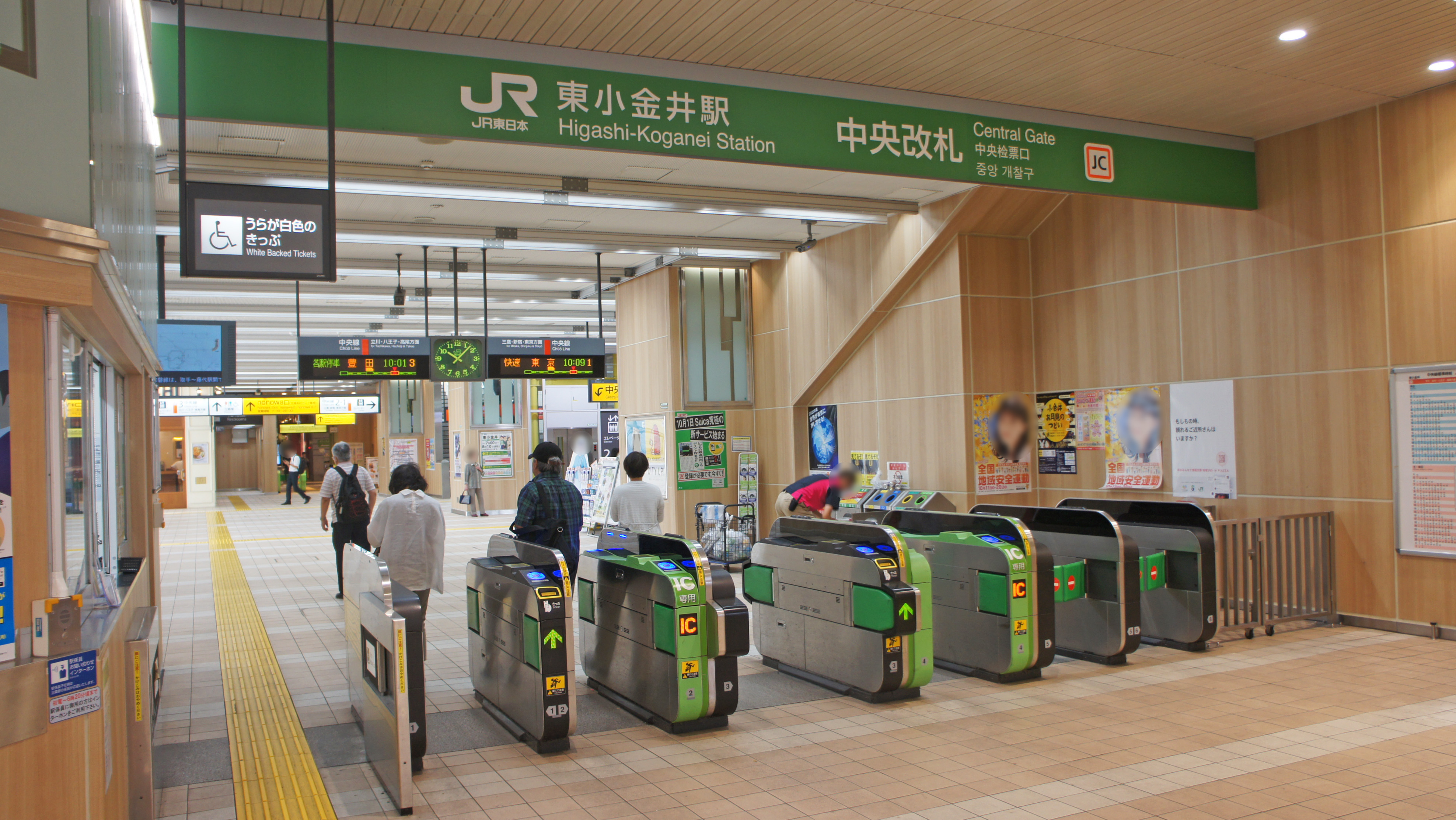
Bahnsteigsperren (September 2019)
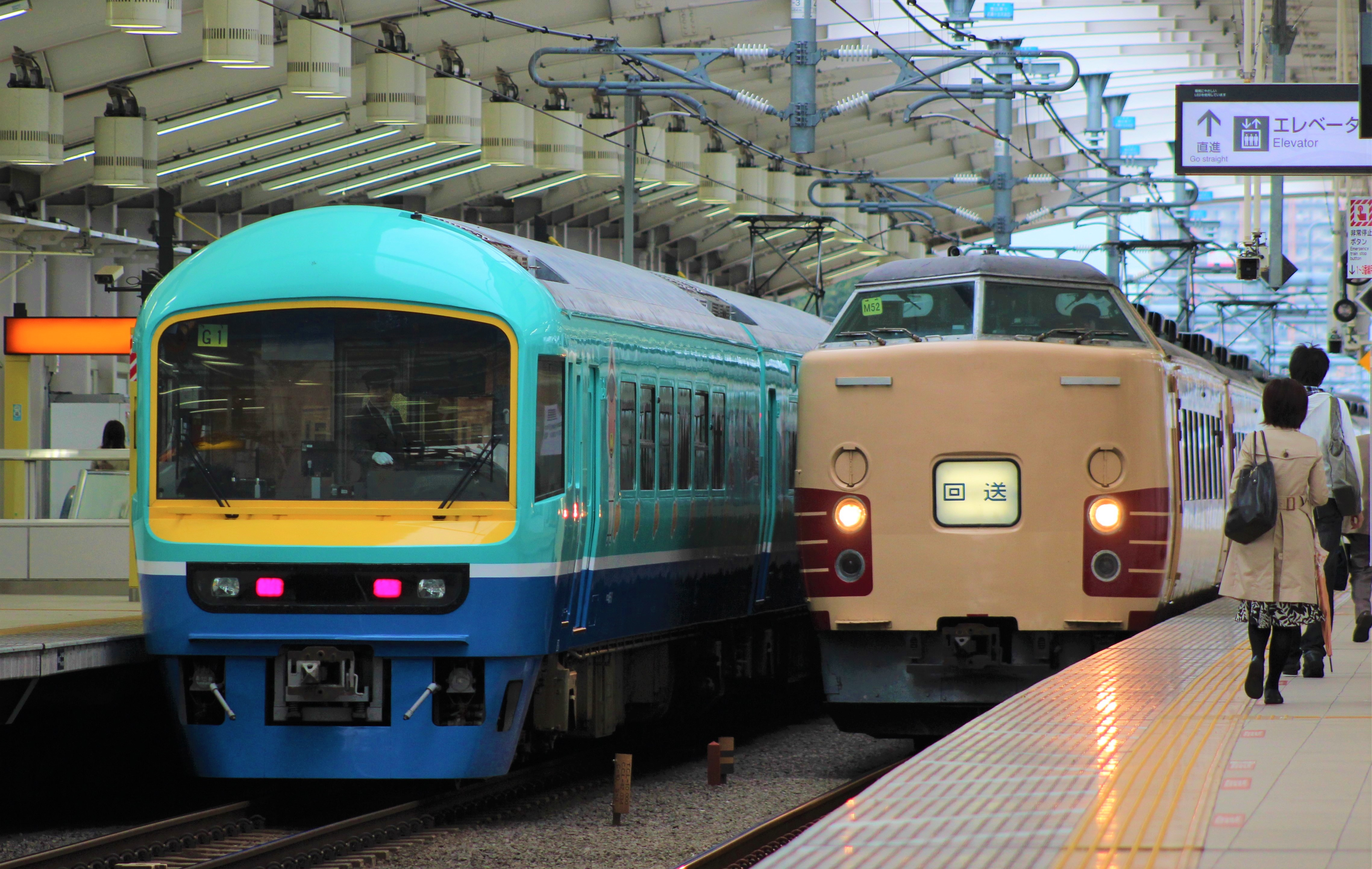
Triebzüge der Baureihen 189 und 485

## Gleise
| 1 | ▉ Chūō-Schnellbahnlinie | Mitaka • Nakano • Shinjuku • Tokio |
| 1 | ▉ Chūō-Schnellbahnlinie | (Züge in beiden Richtungen)        |
| 1 | ▉ Chūō-Schnellbahnlinie | Tachikawa • Hachiōji • Takao       |

## Linien
| Verlauf der Chūō-Schnellbahnlinie |
| --- |
| Tokyo –Kanda • Ochanomizu • Yotsuya • Shinjuku • Nakano • Kōenji • Asagaya • Ogikubo • Nishi-Ogikubo • Kichijōji • Mitaka • Musashi-Sakai • Higashi-Koganei • Musashi-Koganei • Kokubunji • Nishi-Kokubunji • Kunitachi • Tachikawa • Hino • Toyoda • Hachiōji • Nishi-Hachiōji • Takao |

## Geschichte
Zwar war der Streckenabschnitt zwischen Shinjuku und Tachikawa bereits 1889 durch die private Bahngesellschaft Kōbu Tetsudō eröffnet worden, doch fuhren die Züge 75 Jahre lang ohne Halt durch. Dies änderte sich nach einer Petition der Einwohner von Koganei an die Japanische Staatsbahn, mit der sie den Bau eines neuen Bahnhofs forderten; dabei übernahm die Stadt die gesamten Baukosten. Die Eröffnung erfolgte am 10. September 1964 für den Personenverkehr. Vom 5. April 1965 bis zum 1. Dezember 1984 bestand auch eine Güterabfertigung. Im Rahmen der Staatsbahnprivatisierung ging der der Bahnhof am 1. April 1987 in den Besitz der neuen Gesellschaft JR East über.
Ursprünglich war die Anlage ebenerdig, mit einem Reiterbahnhof quer über die Gleise. 2003 begannen die Arbeiten an der Höherlegung der Strecke auf einen Viadukt. Die ostwärts führenden Gleise nutzten diesen ab 1. Juli 2007, die westwärts führenden ab 6. Dezember 2009. Im Januar 2014 erhielt der Bahnhof einen zusätzlichen Ausgang an der Westseite.